# Bolbitis angustipinna
Bolbitis angustipinna är en träjonväxtart som först beskrevs av Bunzo Hayata, och fick sitt nu gällande namn av Itô. Bolbitis angustipinna ingår i släktet Bolbitis och familjen Dryopteridaceae. Inga underarter finns listade.